# Вилхелм Хайнрих Шуслер
Вилхелм Хайнрих Шуслер (на немски: Wilhelm Heinrich Schuessler; 1821 – 1898) е германски лекар в Олденбург.
Търси природни средства и публикува резултатите от експериментите си в германско хомеопатично списание през март 1873 г., което води до списък от 12 така наречени „биохимични клетъчни соли“, които остават популярни в алтернативната медицина като „Шуслерови соли“.
Макар и твърдо в хомеопатичното движение на своето време, съвременната дефиниция на хомеопатията има тенденция да изключва концепцията му за хомеопатичната сила на тези соли.